# 7e régiment d'infanterie territoriale
Le 7e régiment d'infanterie territorial est un régiment d'infanterie de l'armée de terre française qui a participé à la Première Guerre mondiale.

## Création et différentes dénominations
Le régiment reçoit son numéro par décret du 19 mars 1875, en prévision de la mobilisation à Saint-Omer. Il dépend de la 1re région militaire (1er corps d'armée. Il est mis sur pied dans cette ville dès la mobilisation de 1914 et est formé de quatre bataillons.

## Drapeau
Il porte, cousues en lettres d'or dans ses plis, les inscriptions suivantes :
- Verdun 1916

## Historique des garnisons, combats et batailles du7eRIT

### Première Guerre mondiale
Mobilisé en 1re Région militaire, il est en garnison à Saint-Omer, Calais et Boulogne-sur-Mer.
Affectations :
- 11e corps d'armée de juin 1915 à juillet 1918
- 22e division d’infanterie d’août à novembre 1918
- 151e division d’infanterie d’août à novembre 1918.

#### 1914
- Début août, le 7e RIT est chargé de la défense de Calais et de Boulogne-sur-Mer.
- Fin août, le 3e bataillon est rattaché au 77e RIT, et part occuper les forts de Cormeilles, de Montlignon, de Domont, de Montmorency et le château du Luat à Piscop afin de renforcer les défenses de Paris.
- Début octobre, après la victoire de la Marne, le 3e bataillon est de retour dans la région de Calais. Pendant la course à la mer, un bataillon est envoyé combattre à Douai, où il est fait prisonnier et un second qui combat à Lille, Lesquin, Hazebrouck, Arras, Brebières puis prend part à la défense de Calais.

#### 1915
- De  janvier à août, le régiment fait partie des éléments chargés de la défense du camp retranché de Calais.
- D'août 1915 à janvier 1916, il part, en Belgique, renforcer les défenses de Ostdunkerque, Coxyde et Nieuport.

#### 1916
- Début janvier le 7e RIT quitte la Belgique et
- de janvier à avril, occupe des positions à Dunkerque et Mal-les-Bains.
- d'avril à août, il est engagé dans la bataille de Verdun. Il participe aux combats des secteurs du bois de Brocourt-en-Argonne, du fort de Souville, du tunnel de Tavannes avant de rejoindre la caserne Marceau à Verdun pour rejoindre
- d'août à septembre, le front de la Somme à Dompierre-Becquincourt. À la suite des pertes, le régiment est désormais composé de 3 bataillons.
- En octobre et novembre, le régiment est de retour pour la défense de Nieuport en Belgique.

#### 1917
- De janvier à mars, le 7e RIT est sur le front de la Somme, de l'Oise et de l'Aisne et combat ou remet en état routes et voies ferrées à Marquéglise, Coudun, Thourotte, Cuvilly, Rollot, Pienne, Braine, Lassigny, Chauny, Tergnier. À la suite des pertes, le régiment est désormais composé de deux bataillons.
- En mai, le régiment est envoyé dans les Vosges où il est signalé à Ban-de-Sapt et Saint-Dié.

#### 1918
- En janvier, les hommes de tous grades de la classe 1898 et en dessous, sont dispersés dans différentes compagnies de chasseurs à pied.
- Entre janvier et juillet, des soldats du 22e RIT, dissous, intègrent le 7e RIT en position dans les Vosges.
- 15 août : le 7e régiment d’infanterie territorial est dissous et les hommes, des deux bataillons restants, sont dispersés comme pionniers parmi les régiments des 22e et 151e division d'infanterie.

### Sources et bibliographie
1. ↑  Victor Belhomme, Histoire de l'infanterie en France, t. 5, Henri Charles-Lavauzelle, 1902 (lire en ligne), p. 624-626.
2. ↑  Décision no 12350/SGA/DPMA/SHD/DAT du 14 septembre 2007 relative aux inscriptions de noms de batailles sur les drapeaux et étendards des corps de troupe de l'armée de terre, du service de santé des armées et du service des essences des armées, Bulletin officiel des armées, no 27, 9 novembre 2007